# San Pedro Itzicán
San Pedro Itzicán är en ort i Mexiko.   Den ligger i kommunen Poncitlán och delstaten Jalisco, i den centrala delen av landet, 400 km väster om huvudstaden Mexico City. San Pedro Itzicán ligger 1 538 meter över havet och antalet invånare är 4 713.
Terrängen runt San Pedro Itzicán är kuperad norrut, men söderut är den platt.  Trakten runt San Pedro Itzicán är nära nog obefolkad, med mindre än två invånare per kvadratkilometer. Närmaste större samhälle är Ocotlán, 19,3 km öster om San Pedro Itzicán.